# Nagyenyed magyar irodalmi élete
Nagyenyed magyar irodalmi élete – A kezdetben szászok lakta Nagyenyed 1462-ben vált oppidummá, vagyis mezővárossá, egy 1544-ben kötött egyezmény a szász evangélikus pappal azonban már a magyar református egyház megerősödését bizonyítja. Ide telepítette át I. Apafi Mihály fejedelem 1662-ben a Bethlen Gábor alapította és a tatároktól elpusztított gyulafehérvári kollégiumot, ami a város magyar szellemi és irodalmi életét oly jelentőssé tette. Már a 17. században megindult itt Comenius tanításait követve a magyar iskolai színjátszás, s a labanc seregek rombolásai után elkezdődhetett a kollégium újjáépítése.

## 1918-ig
A Bethlen Gábor Kollégium jeles professzorai közül Pápai Páriz Ferenc orvosi szakmunkájával és latin-magyar szótárával vált emlékezetessé, míg a kollégium neveltje, Hermányi Dienes József Nagyenyedi Demokritus c. anekdotagyűjteménye (1758-62) a korabeli Erdély társadalmi és erkölcsi világába engedett betekintést. Az 1765-től 1771-ig működő enyedi nyomda 47 kiadványáról tudunk, ezek között nemcsak halotti levelek, hanem Bod Péter, Benkő József, Szenczi Molnár Albert vallásos tárgyú munkái is szerepelnek. A kollégiumnak 1790-től kezdve már hét professzora van, s a falai közt múzeumot alapító természettudós Benkő Ferenc elkezdi a magyar nyelvű előadásokat. A teológiai stúdiumok, a filozófia, történelem és klasszikus nyelvek mellett itt már jogot is tanítanak. Mindez hatással volt a fiatal Kőrösi Csoma Sándorra, aki itt ismerkedhetett meg a keleti nyelvekkel is. 1791-ben már társaságot szerveznek "a magyar nyelv művelésére", Molière-darabot fordítanak, a kollégium udvarán színielőadásokat rendeznek. 1792-ben kiadják a Próba, 1837-ben a Virágkosár, majd 1847-ben a Korány c. zsebkönyveket.
A Bethlen Gábor Kollégium neveltje a matematikus Bolyai Farkas, Mentovich Ferenc filozófus és a jeles pedagógus Gáspár János is, a számos kiadást megért Csemegék olvasni még nem tudó gyermekek számára (Kolozsvár, 1848) szerzője, s a kollégium tanítóképzőjének első igazgatója. A kollégiumból indult el Kemény Zsigmond, aki elsősorban Szász Károly jogprofesszortól és Zeyk Miklós természetbúvártól kapta az ösztönzést írói pályájára. Ezt a virágzó kulturális gócot égették fel 1849-ben a Puchner császári tábornok irányította móc felkelők, megtetézve a pusztítást a magyarság elleni véres pogrommal.
1859-ben alakult meg a kollégiumi ifjúság önképzőköre, s Haladjunk címmel kéziratos lapot is indított, majd Berde Károly szerkesztésében emlékkönyvet is kiadott. 1885-ben elkészült a kollégium új épülete is. Újjászervezték a jogi tanfolyamot, elindították a tanítóképzést, helyreállították a teológiát, ez utóbbit azonban 1896-ban, Szász Domokos püspöksége idején áthelyezték Kolozsvárra. A tanárok közül P. Szathmáry Károly megírta a Bethlen-főtanoda történetét és Az ország sebei c. regényében 1848-49-es enyedi emlékeit. A református egyházi kiadványokon kívül hetilapok is megjelentek, így a Közérdek (1882-1918) és az Alsófehér (1906-1918). Az 1849-es pusztulástól részben megmenekült, egyre gazdagodó kollégiumi könyvtár nemcsak az ifjúság felkészülését tette alaposabbá, hanem a tudományos kutatást is elősegítette, s ez az eredeti jellege megmaradt mindmáig.

## A két világháború közt
Erdély Romániához csatolása után Nagyenyed már fekvése következtében is növekvő jelentőséghez jutott a kisebbségivé vált magyarság szórványainak középpontjában. A régi hetilapok megszűntek ugyan, de 1922-ben megindult az Enyedi Újság, ennek megszűntével pedig 1931-ben az Enyedi Hírlap. Ezekben sorra megnyilatkoztak a kollégiumi professzorok, köztük Musnai László és a kor ismert írói, köztük Áprily Lajos, Berde Mária, Makkai Sándor, Szentimrei Jenő s velük a pályakezdő fiatalok, mint Bisztray Gyula, Kakassy Endre, Vita Zsigmond, Kovács György, Gagyi László, Varró Dezső.
Egész Erdélyre kiható ünnepség színhelye volt a Bethlen Kollégium 1922-ben, fennállásának háromszáz éves évfordulóján. Itt hangzott el először Áprily Lajos A fejedelemhez c. ódája. Az Enyedi Újság ebből az alkalomból emlékkönyvet adott ki, melyben Garda Kálmán, Sipos Domokos és Szabó Jenő írásai is megjelentek. 1926-ban erdélyi útja alkalmával Móricz Zsigmond Enyedre is eljött, hogy tanulmányozhassa a könyvtár régi kéziratait s a Bethlen Gáborra vonatkozó munkákat. 1927-ben avatták fel az Iparos Önképzőkör új székházát, ahol aztán egymást követték a Fövenyessy Bertalan és Veress István karnagyok vezényelte dalárdák fellépései és a kollégiumi tanárok, írók előadásai. A pezsgő szellemi élethez hozzájárult mind a Pásztortűz írócsoportjának ismételt látogatása, mind a "Benedek Elek fiai"-nak nevezett székely írócsoport megjelenése, nemkülönben Szentimrei Jenő és Ferenczy Zsizsi előadó-művésznő fellépése. Járai István főgimnáziumi igazgató közreműködésével, a szász-magyar irodalmi együttműködés jegyében itt szervezték meg 1929-ben az Erdélyi Helikon írói a folyóirat és a Klingsor szerkesztőinek, munkatársainak találkozóját. 1931-ben Nagyenyeden tartotta vándorgyűlését az EME.
A fiatal nemzedék új ízlése és társadalmi törekvése nyilatkozott meg az Erdélyi Fiatalok enyedi bemutatkozásán (1931), majd a Bethlen Gábor Kollégium Szabó T. Attila és Szász Árpád rendezte falunapján (1932), valamint az OMP ifjúsági tagozatának előadásain. A Magyar Kaszinó 1933-ban fennállásának 100. az Iparos Önképzőkör 1938-ban alapításának 50. évfordulóját ünnepelte. Az egyesületek és iskolák közösen rendezték Arany-, Kisfaludy-, Liszt- és Erkel-emlékünnepélyeiket, s egyre gyakrabban hangzottak fel Kodály és Bartók új népdalfeldolgozásai. Nem maradt el a képzőművészet ápolása sem. Itt, ahonnan Barabás Miklós művészi pályája a 19. század elején elindult, kiállításokat rendeztek Incze János, Székely Mihály, Berde Amál, Vass Albert, Gruzda János képeiből.
A Bethlen Gábor Kollégium zenetanárainak munkái országszerte előmozdították a magyar népdalok eredeti, ősi formáinak ápolását. A Veress Gábor székely népdalgyűjtését is tartalmazó Dalok az iskolának c. tankönyv már 1927-ben forgalomba került, ezt folytatta Szabó Géza tanár Czilling Antallal közösen összeállított énekeskönyve, a Daloljunk (Temesvár, 1944).

## A 2. világháború alatt
Új szerephez jutott Nagyenyed az Erdélyt kettészelő bécsi döntés után. Itt alakult ki a dél-erdélyi magyarság szellemi központja. Megindult országos hatókörrel Kacsó Sándor és Nagy Endre szerkesztésében az Erdélyi Gazda és a Fekete György jegyezte Szövetkezés, amelyek e körülmények között helyet adtak szépirodalmi írásoknak is. Az 1941 őszén felszerelt Bethlen-nyomda folyamatosan biztosította a magyar könyvkiadást. Itt jelent meg 1943-ban a Vita Zsigmond összeállította Romániai magyar írók antológiája és Kabós Éva Amit az én sorsom megad nekem c. verseskönyve, valamint több mezőgazdasági szakmunka. Itt készültek a dél-erdélyi magyar iskolák számára a legszükségesebb tankönyvek is, így Erdélyi Gyula és Nemes János Betűerdő c. ábécés- és olvasókönyve és A nevelő tanítása c. pedagógiai munkája. Mindezt megszakította 1944 őszén a dél-erdélyi magyar értelmiség elhurcolása és internálása Olténiába.

## 1944-1989 közt
Az önálló magyar intézmények sorozatos felszámolása és az iskolák (köztük a Bethlen Kollégium) államosítása 1948-ban a továbbiakban ugyancsak hátráltatta a szellemi élet megpezsdülését. Egyedül a diákszínjátszás és a dalkultusz folytatódik. A kollégium szintén államosított könyvtára ezekben az években kerül a kolozsvári Egyetemi Könyvtár alárendeltségébe, s e közvetlen kapcsolata révén tudományos fórummá válik. Kutatói, Engel Károly, Turnowsky Sándor, Vita Zsigmond, Dankanits Ádám, Borbáth Károly, majd Győrfi Dénes ismertetik a múzeumi értékű könyv- és kéziratállományt, magyar és román tudományos dolgozatokat közölnek értékeiről. Az Alma Mater ezekben a fojtott időkben is összehívja minden évfordulóra távolba sodródott régi diákjait, s közösen idézik fel a kollégium hagyományos szellemét és hatását az erdélyi magyar élet századaira. Egy csendesebb időszakban (1979-80) Bethlen Gábor emlékezete jegyében sor kerülhetett a fejedelem halála 350., majd születése 400. évfordulójának megünneplésére, majd Ion Eremie Bethlen-szobrának felállítására is. Általában azonban a magyar történelmi emlékezések tilalom alá kerültek.

## 1989 után
Fordulat csak a Ceauşescu-diktatúra bukása után következett be. Az 1990-es évek elején megindult újra a sajtóélet: a Csávossy György szerkesztette rövid életű Enyedi Hírlap (1991) mellett a református egyház is lapot ad ki Enyedi Sion címmel (1991-93), s megjelennek ifjúsági lapok is: a Bethlen Kollégium ifjúsága által kiadott Haladjunk és az IKE havilapja, az Enyedi Ifjúság (1993-94). A kollégium 1992-ben megünnepli fennállásának 370-ik évfordulóját, amelynek keretében az előző évben alakult Nagyenyedi Bethlen Kollégium Baráti Társasága megrendezte a kollégium véndiákjainak világtalálkozóját, a következő években pedig emléktáblákat avatnak Áprily Lajos, Kőrösi Csoma Sándor, Kemény Zsigmond, Széchenyi István s a kollégium egykori főgondnoka, a diktatúra áldozatává vált Szász Pál emlékére. A kollégium udvarán leleplezik az alapító Bethlen Gábor új szobrát, Benke Zoltán alkotását. Ünnepi előadásokban kapja tehát vissza a város lakossága és a kollégium ifjúsága mindazt, ami az elmúlt évtizedekben már-már odaveszett. 1996-ban a kollégium 1935-ben alapított csombordi Gazdasági Iskolájára emlékeznek rangos emlékkönyvvel ("Volt egyszer egy iskola". Csombordi emlékkönyv 1935-1996. Déva, 1996).